# Gunnar Carlsson (orgelbyggare)
Karl Gunnar Carlsson, tidigare Karlsson, född 2 december 1916  i Stora Tuna församling, Kopparbergs län, död 17 mars 2008 i Stora Tuna församling, Borlänge kommun, Dalarnas län,  var en svensk orgelbyggare i Borlänge.
Carlsson är gravsatt på Stora Tuna kyrkogård.

## Orglar
| År   | Ursprunglig kyrka          | Stift     | Bild | Manualer | Pedal        | Stämmor | Bevarad orgel/fasad | Övrigt                                                     |
| ---- | -------------------------- | --------- | ---- | -------- | ------------ | ------- | ------------------- | ---------------------------------------------------------- |
| 1962 | Riddarhyttans kyrka        | Västerås  |      | 1        | Bihängd      | 3       | Ja/Ja               | Mekanisk orgel som till viss del består av äldre material. |
| 1970 | Stora Skedvi kyrka         | Västerås  |      | 1        | Självständig | 5       | Ja/Ja               | Mekanisk kororgel.                                         |
| 1971 | Kvarnsvedens kyrka         | Västerås  |      | 2        | Självständig | 10      | Ja/Ja               | Mekanisk orgel.                                            |
| 1972 | Bengtsfors kyrka           | Karlstads |      | 1        |              | 4       | Ja/Ja               | Mekanisk orgel.                                            |
| 1973 | Vånga kyrka                | Lunds     |      | 2        | Självständig | 17      | Ja/Ja               | Mekanisk orgel. Fasaden är från 1867.                      |
| 1974 | Kristinebergskyrkan        | Växjö     |      | 1        | Bihängd      | 4       | Ja/Ja               | Mekanisk orgel.                                            |
| 1976 | Vittsjö kyrka              | Lunds     |      | 2        | Självständig | 16      | Ja/Ja               | Mekanisk orgel. Fasaden är från 1846.                      |
| 1976 | Emmaljunga församlingshem  | Lunds     |      | 1        |              | 3       | Ja/Ja               | Mekanisk orgel.                                            |
| 1977 | Nävlinge kyrka             | Lunds     |      | 2        | Självständig | 12      | Ja/Ja               | Mekanisk orgel.                                            |
| 1981 | Jakobs kapell              | Västerås  |      | 1        | Självständig | 6       | Ja/Ja               | Mekanisk orgel.                                            |
| 1987 | Lesjöfors kyrka            | Karlstads |      | 2        | Självständig | 9       | Ja/Ja               | Mekanisk orgel.                                            |
| 1987 | S:t Olovs kapell, Ekshärad | Karlstads |      | 1        | Självständig | 5       | Ja/Ja               | Mekanisk orgel.                                            |
| 1988 | Järnskogs kyrka            | Karlstads |      | 1        | Självständig | 5       | Ja/Ja               | Mekanisk kororgel.                                         |

### Omdispositioner och reparationer
| År        | Ursprunglig kyrka                | Stift      | Bild | Manualer | Pedal        | Stämmor | Bevarad orgel/fasad | Övrigt |
| --------- | -------------------------------- | ---------- | ---- | -------- | ------------ | ------- | ------------------- | --- |
| 1964      | Amsbergs kapell                  | Västerås   |      | 2        | Självständig | 19      | Ja/Ja               | Omändrade och utökade en orgel byggd 1927 av Åkerman & Lund, Sundbybergs stad. Pedalen blev mekanisk 1964.                                                       |
| 1965      | Torsångs kyrka                   | Västerås   |      | 2        | Självständig | 16      | Ja/Ja               | Omdisponerade en orgel byggd 1965 av Olof Hammarberg, Göteborg.                                                                                                  |
| 1966      | Malingsbo kyrka                  | Västerås   |      | 2        | Självständig | 10      | Ja/Ja               | Renoverade en orgel byggd 1946 av E A Setterquist & Son, Örebro. Den fick en ny ljudande fasad 1966.                                                             |
| 1967      | Ljusne kyrka                     | Uppsala    |      | 2        | Självständig | 15      | Ja/Ja               | Renoverade en orgel byggd 1944 av Bo Wedrup, Uppsala. Tillbyggd 1950 av Rolf Larsson, Uppsala.                                                                   |
| 1967      | Bomhus kyrka                     | Uppsala    |      | 2        | Självständig | 14      | Ja/Ja               | Omdisponerade en orgel byggd 1957 av Bröderna Moberg, Sandviken.                                                                                                 |
| 1968      | Evertsbergs kapell               | Västerås   |      | 2        | Självständig | 11      | Ja/Ja               | Renoverade en orgel byggd 1925 av Gebrüder Rieger, Jägerndorf, Tjeckoslovakien. Omdisponerades 1961 av Rolf Larsson, Uppsala.                                    |
| 1968      | Älvdalens kyrka                  | Västerås   |      | 2        | Självständig | 21      | Ja/Ja               | Omdisponerade en orgel byggd 1905 av E A Setterquist & Son, Örebro. 1958 omdisponerades den av Rolf Larsson, Uppsala.                                            |
| 1968      | Himmeta kyrka                    | Västerås   |      | 2        | Självständig | 9       | Ja/Ja               | Renoverade en orgel byggd 1943 av A. Magnusson Orgelbyggeri AB, Göteborg.                                                                                        |
| 1968      | Norra Vi kyrka                   | Linköpings |      | 2        | Självständig | 21      | Ja/Ja               | Omdisponerade en orgel från 1924 byggd av C A Lunds, Linköping. Omdisponerad 1957 av Olof Rydén, Stockholm.                                                      |
| 1968      | Hällbo kapell                    | Uppsala    |      | 1        | Självständig | 8       | Ja/Ja               | Flyttade orgeln från korläktaren över sakristian och slutligen tillbaka till västläktaren.                                                                       |
| 1969      | Krylbo kyrka                     | Västerås   |      | 2        | Självständig | 10      |                     | Utökade en orgel byggd 1953 av Olof Hammarberg, Göteborg. Orgeln finns idag i Pingstkyrkan, Mullsjö.                                                             |
| 1969      | Garpenbergs kyrka                | Västerås   |      | 2        | Självständig | 17      | Ja/Ja               | Omändrade en orgel byggd 1904 av E A Setterquist & Son, Örebro.                                                                                                  |
| 1969–1970 | Ytterhogdals kyrka               | Härnösands |      | 2        | Självständig | 12      | Ja/Ja               | Omdisponerade en orgel byggd 1925 av E H Erikson, Sundbybergs kommun.                                                                                            |
| 1970      | Edsleskogs kyrka                 | Karlstads  |      | 2        | Självständig | 9       | Ja/Ja               | Renoverade och omdiponerade en orgel byggd 1905 av Anders Petter Loocrantz och A G Johansson, Alingsås. 1959 omdisponerade E A Setterquist & Son, Örebro orgeln. |
| 1970      | Silvbergs kyrka                  | Västerås   |      | 1        | Självständig | 7       | Ja/Ja               | Renoverade en orgel byggd 1860 av Frans Andersson, Stockholm. |
| 1970      | Kungsåra kyrka                   | Västerås   |      | 1        | Bihängd      | 7       | Ja/Ja               | Renoverade en orgel byggd 1875 av E A Setterquist & Son, Örebro.                                                                                                 |
| 1970      | Kärrbo kyrka                     | Västerås   |      | 1        | Bihängd      | 7       | Ja/Ja               | Renoverade en orgel byggd 1888 av E A Setterquist & Son, Örebro.                                                                                                 |
| 1970      | Los kyrka                        | Uppsala    |      | 2        | Självständig | 15      | Ja/Ja               | Renoverade en orgel byggd 1946 av H Lindegren, Göteborg. |
| 1970      | Stora Skedvi kyrka               | Västerås   |      | 2        | Självständig | 30      | Ja/Ja               | Renoverade och omdisponerade en orgel byggd 1971 av A. Magnusson Orgelbyggeri AB, Göteborg.                                                                      |
| 1971      | Rönö kyrka                       | Linköpings |      | 1        | Bihängd      | 9       | Ja/Ja               | Renoverade en orgel från 1855 byggd av Gustaf Andersson, Stockholm. Då borttogs ett fristående spelbord som hade satts in 1941.                                  |
| 1972      | Bengtsfors kyrka                 | Karlstads  |      | 2        | Självständig | 12      | Ja/Ja               | Renoverade och omdisponerade en orgel byggd 1948 av John Grönvall Orgelbyggeri, Lilla Edet. Gjorde det även 1985.                                                |
| 1975      | Frösthults kyrka                 | Uppsala    |      | 2        | Självständig | 17      | Ja/Ja               | Omdisponerade en orgel byggd 1923 av Furtwängler & Hammer, Hannover, Tyskland. Den omdisponerades redan 1947 av Bo Wedrup, Uppsala.                              |
| 1976      | Nora kyrka                       | Västerås   |      | 2        | Självständig | 33      | Ja/Ja               | Renoverade en orgel byggd 1926 av A. Magnusson Orgelbyggeri AB, Göteborg.                                                                                        |
| 1977      | Brattfors kyrka                  | Karlstads  |      | 2        | Självständig | 16      | Ja/Ja               | Omdisponerade en orgel byggd 1921 av A. Magnussons Orgelbyggeri AB, Göteborg.                                                                                    |
| 1977      | Vemdalens kyrka                  | Härnösands |      | 2        | Självständig | 13      | Ja/Ja               | Omdisponerade en orgel byggd 1950 av Åkerman & Lunds Nya Orgelfabrik AB, Sundbybergs kommun.                                                                     |
| 1978      | Rämmens kyrka                    | Karlstads  |      | 2        | Självständig | 13      | Ja/Ja               | Omdisponerade en orgel byggd 1946 av E A Setterquist & Son, Örebro.                                                                                              |
| 1980      | Gåsborns kyrka                   | Karlstads  |      | 2        | Självständig | 10      | Ja/Ja               | Ombyggde en orgel byggd 1947 av Wilhelm Hemmersam, Köpenhamn. |
| 1980      | Rinkaby kyrka                    | Lunds      |      | 2        | Självständig | 11      | Ja/Ja               | Omdisponerade en orgel byggd 1904 av Johannes Magnusson, Göteborg.                                                                                               |
| 1980      | Gårdstånga kyrka                 | Lunds      |      | 2        | Självständig | 14      | Ja/Ja               | Renoverade en orgel byggd 1956 av Wilhelm Hemmersam, Köpenhamn. Den omdisponerades 1965 av Anders Persson Orgelbyggeri, Viken.                                   |
| 1980      | Töftedals kyrka                  | Karlstads  |      | 1        | Bihängd      | 6       | Ja/Ja               | Renoverade och omdisponerade en orgel byggd 1921 av Olof Hammarberg, Göteborg.                                                                                   |
| 1981      | Älvsbacka kyrka                  | Karlstads  |      | 2        | Självständig | 9       | Ja/Ja               | Omdisponerade en orgel byggd 1924 av Åkerman & Lund, Sundbybergs köping.                                                                                         |
| 1981      | Krogsereds kyrka                 | Göteborgs  |      | 2        | Självständig | 13      | Ja/Ja               | Renoverade en orgel byggd 1927 av A. Magnusson Orgelbyggeri AB, Göteborg.                                                                                        |
| 1982      | Los kyrka                        | Uppsala    |      | 2        | Självständig | 15      | Ja/Ja               | Renoverade en orgel byggd 1946 av H Lindegren, Göteborg. Carlsson har tidigare renoverat denna orgel 1970.                                                       |
| 1982      | Hammarlunda kyrka                | Lunds      |      | 1        | Självständig | 7       | Ja/Ja               | Renoverade en orgel byggd 1929 av Olof Hammarberg, Göteborg. |
| 1983      | Vidbo kyrka                      | Uppsala    |      | 2        | Självständig | 10      | Ja/Ja               | Omdisponerade en orgel byggd 1924 av Furtwängler & Hammer, Hannover, Tyskland.                                                                                   |
| 1983      | Odensvi kyrka                    | Västerås   |      | 2        | Självständig | 21      | Ja/Ja               | Renoverade en orgel byggd 1927 av E A Setterquist & Son, Örebro. Omdisponerad 1971 av Einar Berg, Stockholm.                                                     |
| 1984      | Hagakyrkan, Borlänge             | Västerås   |      | 2        | Självständig | 15      | Ja/Ja               | Renoverade och omdisponerade en orgel byggd 1936 av Olof Hammarberg, Göteborg.                                                                                   |
| 1985      | Bengtsfors kyrka                 | Karlstads  |      | 2        | Självständig | 12      | Ja/Ja               | Renoverade och omdisponerade en orgel byggd 1948 av John Grönvall Orgelbyggeri, Lilla Edet. Gjorde det även 1972.                                                |
| 1985      | Västra Ryds kyrka                | Uppsala    |      | 2        | Självständig | 14      | Ja/Ja               | Omdisponerade en orgel byggd 1832 av Pehr Zacharias Strand, Stockholm. Som år 1944 utökades med manual II och pedal av A J Johnsson, Duvbo.                      |
| 1986      | Uppståndelsekapellet, Stora Tuna | Västerås   |      | 2        | Självständig | 9       | Ja/Ja               | Omdisponerade en orgel byggd 1955 av A. Magnusson Orgelbyggeri AB, Göteborg.                                                                                     |
| 1986      | Grums kyrka                      | Karlstads  |      | 2        | Självständig | 16      | Ja/Ja               | Renoverade och omdisponerade en orgel byggd 1930 av Nordfors & Co, Lidköping.                                                                                    |
| 1988      | Stjärnsunds kyrka                | Västerås   |      | 2        | Självständig | 18      | Ja/Ja               | Renoverade och omdisponerade en orgel byggd 1888 av Åkerman & Lund, Stockholm. Den utökades och ombyggdes 1956 av Frede Aagaard.                                 |
| 1989      | Söderfors kyrka                  | Uppsala    |      | 2        | Självständig | 15      | Ja/Ja               | Omdisponerade en orgel byggd 1933 av Åkerman & Lunds Nya Orgelfabrik AB, Sundbybergs kommun.                                                                     |